# Septoria epilobii
Septoria epilobii är en svampart som beskrevs av Westend. 1852. Septoria epilobii ingår i släktet Septoria och familjen Mycosphaerellaceae.   Inga underarter finns listade i Catalogue of Life.